# Rhizoecus petiti
Rhizoecus petiti är en insektsart som beskrevs av Goux 1941. Rhizoecus petiti ingår i släktet Rhizoecus och familjen ullsköldlöss.
Artens utbredningsområde är Frankrike. Inga underarter finns listade i Catalogue of Life.